# Coleura
Coleura é um género de morcegos da família Emballonuridae.

## Espécies
- Coleura afra (Peters, 1852)
- Coleura seychellensis Peters, 1868